# Jacksonville (Illinois)
 Denne artikel omhandler byen i den amerikanske delstat Alabama. Opslagsordet har også en anden betydning, se Jacksonville (flertydig).
Jacksonville er en by i den centrale del af staten Illinois i USA. Den er hovedsæde for det amerikanske county Morgan County og har 17.616 (2020) indbyggere.